# Oneness: Silver Dreams–Golden Reality
Oneness: Silver Dreams–Golden Reality – album Carlosa Santany wydany w 1979 r.

## Lista utworów
| 1.  | „The Chosen Hour” (Santana)                             | 0:36  |
|     |                                                         |       |
| 2.  | „Arise Awake” (Santana)                                 | 2:05  |
|     |                                                         |       |
| 3.  | „Light Versus Darkness” (Santana)                       | 0:48  |
|     |                                                         |       |
| 4.  | „Jim Jeannie” (Hamilton)                                | 3:30  |
|     |                                                         |       |
| 5.  | „Transformation Day” (Hovaness, Santana)                | 3:45  |
|     |                                                         |       |
| 6.  | „Victory” (Santana)                                     | 1:10  |
|     |                                                         |       |
| 7.  | „Silver Dreams Golden Smiles” (Coster, Santana, Walker) | 4:09  |
|     |                                                         |       |
| 8.  | „Cry of the Wilderness” (Santana)                       | 3:11  |
|     |                                                         |       |
| 9.  | „Guru's Song” (Santana)                                 | 3:06  |
|     |                                                         |       |
| 10. | „Oneness” (Santana)                                     | 6:21  |
|     |                                                         |       |
| 11. | „Life Is Just a Passing Parade” (Santana)               | 5:15  |
|     |                                                         |       |
| 12. | „Golden Dawn” (Santana)                                 | 2:17  |
|     |                                                         |       |
| 13. | „Free as the Morning Sun” (Santana)                     | 3:16  |
|     |                                                         |       |
| 14. | „I Am Free” (Chimnoy, Santana)                          | 1:27  |
|     |                                                         |       |
| 15. | „Song for Devadip” (Walden)                             | 5:03  |
|     |                                                         |       |
|     |                                                         | 45:59 |
|     |                                                         |       |

## Twórcy
- Carlos Santana – wokal, gitara
- Greg Walker – gitara basowa, śpiew
- Tom Coster – keyboard
- Luis Walden – perkusja
- John Hamilton – gitara
- Augusto Hovaness – tamburyn, konga, timbales